# Episodi di One Piece (dodicesima stagione)
Questa lista comprende la dodicesima stagione della serie televisiva anime One Piece, prodotta da Toei Animation, diretta da Kōnosuke Uda e tratta dall'omonimo manga di Eiichirō Oda.
La dodicesima stagione si intitola Saga dell'isola delle donne (女ヶ島篇?, Nyōgashima hen) e raggruppa gli episodi dal 408 al 421. In essa, Monkey D. Rufy, separato dagli altri compagni da Orso Bartholomew, atterra su Amazon Lily, isola abitata esclusivamente da donne. I 14 episodi sono andati in onda in Giappone su Fuji TV dal 5 luglio all'11 ottobre 2009 e la pubblicazione in DVD è avvenuta dal 6 aprile all'11 maggio 2011. In Italia la stagione è stata trasmessa su Italia 1 dal 20 ottobre all'8 novembre 2010.
La sigla di apertura adottata è Share the World dei TVXQ. L'edizione italiana ha adottato invece come sigla unica di apertura e di chiusura All'arrembaggio! di Cristina D'Avena e Giorgio Vanni, sulle immagini di Share The World.

## Lista episodi
| Nº  | Titolo italiano Giapponese 「Kanji」 - Rōmaji - Traduzione letterale | In onda           | In onda          |
| Nº  | Titolo italiano Giapponese 「Kanji」 - Rōmaji - Traduzione letterale | Giapponese        | Italiano         |
| 408 | Rubber atterra ad Amazon Lily 「上陸！男子禁制の島アマゾン・リリー」 - Jōriku! Danshi kinsei no shima Amazon Rirī – "Atterraggio! Amazon Lily, l'isola proibita ai ragazzi" | 5 luglio 2009     | 20 ottobre 2010  |
| 408 | Sull'arcipelago Sabaody, Duval e i suoi uomini raggiungono la Thousand Sunny con l'intento di proteggerla dai malintenzionati, mentre si augurano che i loro amici stiano bene. Al bar Tispenno, Pappagu e Kayme sperano la stessa cosa, ma Shakky è pessimista. In quello stesso momento infatti Rufy sta viaggiando a mezz'aria dopo essere stato colpito dal potere di Orso. Dopo tre giorni atterra su un'isola ricoperta da una fitta foresta; Rufy inizia a esplorarla alla ricerca di un modo di tornare dai suoi compagni e nel frattempo si sfama mangiando un gigantesco cinghiale e alcuni funghi, tra cui lo Spuntafungo. Poco dopo tre donne insospettite dal fumo del suo falò, lo raggiungono e lo trovano privo di sensi perché quel fungo, se mangiato, fa perdere le energie fino alla morte, facendo spuntare dei funghi su tutto il corpo. Le tre donne lo portano al villaggio per curarlo prima che sia troppo tardi. Belladonna fa rimuovere i funghi dal suo corpo, dopodiché ordina che venga curato per le altre ferite. Le due donne che lo hanno curato lo lavano nel fiume e notano che ha le caratteristiche diverse dalle loro. All'improvviso Nyon comprende tutto e lo rivela a tutte le donne presenti, lasciandole senza parole per lo stupore. Rufy infatti è atterrato ad Amazon Lily, un'isola abitata dalla tribu Kuja che è composta interamente da donne. Gli uomini non hanno il permesso di sbarcare qui e la condanna per l'infrazione della legge è la morte.                                                                                                  |                   |                  |
| 409 | Avventura sull'isola delle donne 「急げ!仲間のもとへ 女ヶ島の冒険」 - Isoge! Nakama no moto e. Nyōgashima no bōken – "Presto! Ritorno dai compagni. Avventura sull'isola delle donne" | 12 luglio 2009    | 21 ottobre 2010  |
| 409 | Amazon Lily è un'isola popolata esclusivamente da donne che svolgono anche i lavori pesanti, perché fin da piccole vengono addestrate a diventare guerriere. L'approdo è vietato agli uomini, che vengono condannati a morte. Per questo Rufy viene rinchiuso in una cella, per di più senza i suoi vestiti. La tribù Kuja, composta quasi esclusivamente da donne che non hanno mai visto gli uomini, rimangono a osservarlo incuriosite dal suo aspetto fisico e dalla sua capacità di allungare le braccia. Il loro atteggiamento e le modifiche effettuate sui suoi vestiti fanno infuriare Rufy, così le Kuja indietreggiano e scagliano le loro frecce contro il pirata. Rufy si salva sfondando il tetto della cella e inizia a fuggire inseguito dalle donne che vogliono ucciderlo. A un certo punto però si ritrova circondato, ma riesce a difendersi anche dalle loro spade. Si ricorda poi che deve recuperare la Vivre Card che si trovava nei suoi vestiti, così cattura Margareth che glieli aveva ridati e la porta con sé nella foresta. Margareth gli restituisce l'oggetto. Proprio in quel momento la nave delle Piratesse Kuha sta per tornare ad Amazon Lily. |                   |                  |
| 410 | La piratessa imperatrice 「みんなメロメロ!海賊女帝ハンコック」 - Minna meromero! Kaizoku jotei Hankokku – "Tutti innamorati! L'imperatrice pirata Hancock" | 19 luglio 2009    | 22 ottobre 2010  |
| 410 | Rufy si fa sistemare i vestiti da Margaret, dopodiché decide di prendere il mare per tornare alle Sabaody dai suoi compagni. Scopre però che è impossibile lasciare l'isola perché essa si trova in una delle fasce di bonaccia. La nave delle Piratesse Kuja riesce ad attraversarla solo perché è trainata da due Yuda che tengono lontani i re del mare. Margaret, preoccupata per la sua sorte, ricomincia a scagliargli contro le sue frecce e presto viene raggiunta da altre Kuja che la aiutano a inseguire Rufy. Al largo di Amazon Lily, la nave delle piratesse Kuja viene intercettata da una della Marina comandata da Momonga. Il marine è stato inviato dal quartier generale per convocare Hancock a schierarsi a fianco della Marina contro i Pirati di Barbabianca, perché lei fa parte della Flotta dei sette. Hancock si rifiuta di presentarsi a Marineford, ma pretende che il titolo non le sia revocato e che venga consegnato loro tutti i viveri presenti sulla nave. In seguito al rifiuto da parte di Momonga, Hancock sale sulla corazzata e pietrifica tutto l'equipaggio con l'eccezione di Momonga, che si pugnala la mano per essere immune ai poteri di Hancock. Le piratesse Kuja si impossessano di tutti i tesori dell'altra nave e fanno ritorno ad Amazon Lily. Momonga informa Hancock che resterà ad attendere per due giorni, dopodiché tornerà al quartier generale e le toglierà il titolo. |                   |                  |
| 411 | Il segreto delle gorgoni 「背中に隠された秘密 遭遇ルフィと蛇姫」 - Senaka ni kakusareta himitsu. Sōgū Rufi to Hebihime – "Il segreto nascosto sulla sua schiena. Rufy e la Principessa Serpente si incontrano" | 2 agosto 2009     | 25 ottobre 2010  |
| 411 | Hancock fa ritorno al suo palazzo ad Amazon Lily. Nyon, che governava prima di Hancock, cerca di convincerla a rispondere alla chiamata della Marina in modo da preservare il trattato che li lega e proteggere la sua gente, ma lei si rifiuta e la scaglia fuori da una finestra. Hancock si appresta quindi a farsi un bagno e ordina l'evacuazione del palazzo. Secondo la leggenda, Hancock e le sue sorelle, dopo avere sconfitto una gorgone, hanno ricevuto i suoi occhi sulla schiena i quali causano la trasformazione in pietra. Rufy irrompe nel palazzo e cade nella stanza da bagno. Rufy scorge la schiena di Hancock e non solo non si trasforma in pietra, ma sembra riconoscere quello che vede. |                   |                  |
| 412 | L'imperatrice inflessibile 「非情の裁き!石にされたマーガレット!!」 - Hijō no sabaki! Ishi ni sareta Māgaretto!! – "Giudizio spietato! Margaret trasformata in pietra!!" | 9 agosto 2009     | 26 ottobre 2010  |
| 412 | Sandersonia e Marigold irrompono nella stanza di Hancock e scoprono che Rufy ha visto ciò che c'è sulla sua schiena. Hancock decide di trasformarlo immediatamente in una statua di pietra, ma le tre Kuja scoprono che quel potere non ha effetto su Rufy. Questi fugge prima che accadano altri imprevisti, ma inizia a essere inseguito dalle piratesse e dalla popolazione, finché non viene colpito da Nyon, catturato e condotto in un'arena. Hancock,, che agisce come vuole perché forte della sua superlativa bellezza, e le sue sorelle lo condannano a morte, ma Margaret interviene in sua difesa perché è convinta che Rufy non abbia cattive intenzioni. Sia Margaret sia Aphelandra e Pea si assumono la responsabilità di averlo portato al villaggio credendo inizialmente che fosse del villaggio e così Hancock per punirle le pietrifica. Dopodiché ordina che venga portata nell'arena Bacura affinché divori Rufy. Rufy però sconfigge Bacura con un solo pugno, lasciando senza parole tutte le spettatrici. Hancock allora ordina alle sue sorelle di ucciderlo. Le due donne si muovono immediatamente e dimostrano di possedere due frutti del diavolo che le rendono in grado di trasformarsi in serpenti. |                   |                  |
| 413 | Una lotta impari 「ルフィ第苦戦！ヘビ姉妹の覇気の力！！」 - Rufi daikusen! Hebi Shimai no Haki no chikara!! – "La dura prova di Rufy! Il potere dell'Ambizione delle Sorelle Serpente!!" | 16 agosto 2009    | 27 ottobre 2010  |
| 413 | Rufy non si lascia intimorire dalle dimensioni e dal potere delle sue due avversarie, ma prima di iniziare a combattere sposta le statue di Margaret, Pea e Aphelandra in un posto protetto affinché non corrano il rischio di rompersi durante gli scontri. Marigold inizia attaccandolo con la sua arma e sputando veleno grazie al frutto Serpe Serpe modello cobra reale, ma Rufy schiva tutti gli affondi. I suoi contrattacchi però non funzionano e all'improvviso Sandersonia lo afferra con la coda. Rufy si rende conto che sente dolore nonostante sia fatto di gomma e comprende che le due sorelle sanno utilizzare la stessa tecnica di Sentomaru. Inoltre Sandersonia può prevedere e schivare gli attacchi di Rufy e per questo è in grande difficoltà. Per punire l'arroganza di Rufy, Marigold lo immobilizza con la coda mentre Sandersonia afferra la statua di Margaret e si prepara a distruggerla. Rufy non può fare nulla per impedirlo e per questo si infuria, dimostrando di possedere una forza di volontà che fa svenire molte delle spettatrici. Marigold e Sandersonia, pur restando coscienti, perdono molta della loro aggressività per via dello stupore. Rufy si prepara a impegnarsi ancora più a fondo nel duello. |                   |                  |
| 414 | Combattimento ad oltranza 「能力全開バトル！！ゴムゴムVSヘビヘビ」 - Nōryoku zenkai batoru!! Gomu Gomu VS Hebi Hebi – "Battaglia al massimo delle abilità!! Gom Gom contro Serpe Serpe" | 23 agosto 2009    | 28 ottobre 2010  |
| 414 | Le due Kuja colpiscono Rufy con le loro code; inoltre il veleno sputato dalla forma animale crea una nube di gas che stordisce Rufy. Dopo avere rischiato ancora di morire, Rufy soffia via il veleno e si prepara a combattere al meglio delle sue capacità. Per farlo attiva il Gear Second in modo da diventare così veloce che Sandersonia, pur continuando a prevedere le sue mosse, non ha il tempo di difendersi. Sandersonia allora fa assumere ai suoi capelli l'aspetto di serpenti che attaccano Rufy, ma nemmeno loro riescono a colpirlo. Rufy la afferra per il collo e la fa schiantare a terra. Marigold invece si prepara a resistere all'attacco di Rufy, ma il suo colpo è così potente che viene scagliata all'indietro. Hancock critica l'atteggiamento delle sorelle, che decidono di porre definitivamente termine al duello. Sandersonia riforma i serpenti con i suoi capelli e Marigold la imita ricoprendosi anche di fuoco. Rufy distrugge quelle creature e colpisce le due donne all'addome, facendole scontrare tra loro. Sandersonia prende fuoco e soffre terribilmente, mentre Rufy ne approfitta per legare assieme le loro code. Sandersonia cade e il fuoco rischia di lasciare scoperto ciò che ha sulla schiena, ma Rufy le sale sopra per coprirla con il corpo. Sostiene infatti che il segreto delle sorelle non ha nulla a che vedere con il loro combattimento. Hancock ordina a tutte le Kuja di evacuare immediatamente l'arena. |                   |                  |
| 415 | Un passato terribile 「ハンコックの告白 姉妹の忌まわしき過去」 - Hankokku no kokuhaku. Shimai no imawashiki kako – "La confessione di Hancock. L'abominevole passato delle sorelle" | 30 agosto 2009    | 29 ottobre 2010  |
| 415 | Sandersonia e Marigold chiedono perdono a Hancock per essere state sconfitte. Rufy chiede a Hancock di ritrasformare in persone le statue delle tre Kuja che lo hanno aiutato e viene sottoposto a una scelta: salvare le tre donne o ottenere una barca per salpare e raggiungere i suoi compagni. Rufy senza esitare chiede che le tre donne tornino normali. Hancock, stupita, esaudisce la sua richiesta e poi lo porta con sé al palazzo reale. Hancock si toglie i vestiti e prova a pietrificarlo, ma senza successo. Gli mostra il simbolo presente sulla sua schiena e Rufy si rende conto al contrario di quanto aveva pensato la prima volta, di non averlo mai visto. Nyon la esorta a rivelargli la verità, facendole leggere sul giornale che Rufy pochi giorni prima ha attaccato Charloss. Hancock spiega che il disegno presente sulla schiena delle tre donne è il simbolo che i Celesti marchiano sulla pelle dei loro schiavi. Quando erano bambine furono rapite da un gruppo di mercanti di schiavi e vendute ai Celesti , che le portarono a Marijoa a condurre una vita orribile e senza speranze. Quattro anni dopo avvenne un fatto incredibile: Fisher Tiger scalò a mani nude la Linea Rossa per liberare e salvare tutti gli schiavi. Anche le tre sorelle si guadagnarono la libertà e Nyon, che viveva a Sabaody, le ricondusse ad Amazon Lily. Hancock, commossa dalle azioni e dalle parole di Rufy, decide di concedergli una nave. |                   |                  |
| 416 | Una terribile notizia 「エースを救え！新たな目的地は大監獄」 - Ēsu o sukue! Aratana mokutekichi wa Daikangoku – "Salvare Ace! La nuova destinazione è la Grande Prigione" | 6 settembre 2009  | 1º novembre 2010 |
| 416 | Hancock promette a Rufy di scortarlo fino all'arcipelago sabaody la mattina seguente. Quella sera, durante il banchetto, Rufy inizia a farsi apprezzare anche dalle altre Kuja cantando, ballando e divertendo le sue ospiti. Le Kuja però iniziano a giocare con il suo corpo di gomma fino a spingerlo a tornare al palazzo reale. In quel momento, all'improvviso, Hancock crolla a terra in preda a forti dolori. Rufy, dialogando con Nyon, scopre che Hancock fa parte della Flotta dei sette e che per questo è stata convocata per l'imminente battaglia contro i Pirati di Barbabianca. Dopo aver appreso da un giornale che il motivo l'esecuzione di Ace, prevista per la settimana seguente, Rufy decide di posticipare il ritrovo con i suoi compagni. Il luogo in cui Ace è attualmente rinchiuso è Impel Down, la più grande prigione al mondo, distante solo quattro giorni di navigazione per mezzo della corrente trainante. Per aiutarlo a infiltrarsi a Impel Down, Nyon ipotizza che Hancock potrebbe accettare la convocazione e farlo salire di nascosto sulla nave della Marina. In quel momento, però, vengono informati del fatto che Hancock è gravemente malata e rischia di morire. |                   |                  |
| 417 | La principessa innamorata 「恋はハリケーン! メロメロハンコック」 - Koi wa harikēn! Meromero Hankokku – "L'amore è un uragano! Hancock innamorata" | 13 settembre 2009 | 2 novembre 2010  |
| 417 | Nyon raggiunge Hancock e comprende subito di quale malattia sta soffrendo, spiegando che è mortale. Hancock però ha le forze per raggiungere Rufy e ascoltare il favore: ha bisogno che lei accetti la convocazione del governo Mondiale per aiutarlo a raggiungere Impel Down. Nonostante fino a poco prima fosse fermamente contraria, Hancock acconsente subito. In seguito Nyon spiega a Hancock che soffre di mal d'amore nei confronti di Rufy e che accompagnandolo invece di reprimere i suoi sentimenti, riuscirà a sopravvivere. Hancock contatta Momonga ancora al largo di Amazon Lily e gli comunica la sua intenzione di partecipare alla battaglia contro i Pirati di Barbabianca solo a patto che prima venga accompagnata a Impel Down per visitare Ace. La richiesta viene accettata e così la nave delle piratesse Kuja prende il mare per raggiungere quella della Marina. Rufy sale a bordo sotto al vestito di Hancock, che fa tornare normali i marine pietrificati in precedenza per permettere alla nave di salpare. Al quartier generale della Marina, Sengoku è soddisfatto che Hancock abbia accettato la convocazione, ma è seccato che Jinbe non faccia la stessa scelta. Inoltre viene informato che Garp ha raggiunto Impel Down e che le navi che sorvegliavano la ciurma di Barbabianca sono state affondate. |                   |                  |
| 418 | Nami e la scienza del vento 「仲間達の行方 天候の科学とからくり島」 - Nakama-tachi no yukue. Tenkō no kagaku to karakuri-shima – "La destinazione dei compagni. La scienza meteorologica e l'isola Karakuri" | 20 settembre 2009 | 3 novembre 2010  |
| 418 | Nami, dopo essere stata colpita da Orso alle sabaody, atterra priva di sensi su un'isola e viene accudita da Haredas. Quando si risveglia, si comporta in modo aggressivo, ma poi si calma e accetta la sua cortesia. Subito dopo decide di andarsene, ma si accorge che un fortissimo ciclone sta per abbattersi sull'isola. Nami decide di provare ad allontanare il maltempo e si dirige su una collina dopo avere preso con sé una corda con una serie di nodi che Haredas gli ha mostrato e che è in grado di produrre vento. Combinando le capacità di quell'oggetto con la sua arma riesce a disperdere le nubi prima che possano fare danni. Appena torna il bel tempo, si accorge che alcune nuvole si trovano alla stessa altezza dell'isola: Nami infatti è atterrata a Weatheria un'isola del cielo. Franky invece è atterrato a Karakuri un'isola invernale. Per colpa delle basse temperature, Franky congela e così Kitton e Taroimo che lo hanno trovato lo portano in un ospedale per farlo curare. L'intervento va a buon fine, ma poiché sull'isola non c'è cola i chirurghi sostituiscono quel liquido con il tè, provocando un cambio della personalità di Franky. |                   |                  |
| 419 | Due strane isole 「仲間達の行方 巨鳥の島と桃色の楽園！」 - Nakama-tachi no yukue. Kyōdori no shima to momoiro no rakuen! – "La destinazione dei compagni. L'isola degli uccelli giganti ed il paradiso rosa!" | 27 settembre 2009 | 4 novembre 2010  |
| 419 | Chopper atterra sull'isola del tesoro, sul nido di due uccelli giganti che dopo averci giocato un po' lo fanno cadere accidentalmente di sotto. Mentre è alla ricerca di cibo per rimettersi in forze, alcuni abitanti dell'isola lo catturano. Quando essi si distraggono per sfuggire a un uccello, nel nido del quale avevano tentato di intrufolarsi, Chopper fugge e capisce che sono gli uccelli i veri padroni dell'isola. Sanji si ritrova su Momoiro che è apparentemente popolata per intero da donne e Tibbany lo accudisce fino a che non si riprende. Quando Sanji si reca a casa di Tibbany per restituirle un fazzoletto si rende conto della situazione e comincia a scappare per tutta l'isola mentre gli abitanti lo inseguono per cercare di farlo vestire come loro. |                   |                  |
| 420 | L'isola disabitata 「仲間達の行方 島をつなぐ橋と食人植物」 - Nakama-tachi no yukue. Shima o tsunagu hashi to shokunin shokubutsu – "La destinazione dei compagni. Il ponte che collega le isole e le piante cannibali" | 4 ottobre 2009    | 5 novembre 2010  |
| 420 | Robin si ritrova a tequila Wolf, un luogo innevato. Le viene offerto rifugio da Soran, con Soran discute del resto del mondo che immagina di visitare attraverso i suoi disegni. Alcuni soldati informati della presenza di Robin da alcune prigioniere, fanno irruzione nel rifugio alla ricerca di Robin, distruggendo i disegni e catturando Robin. Robin apprende di trovarsi su un ponte popolato da prigionieri e cittadini di paesi che si sono rifiutati di obbedire al Governo Mondiale e che vengono costretti a costruire l'infrastruttura. Intanto Usop atterra nella foresta di Greenstone sull'arcipelago Boeing un luogo pieno di piante cannibali e insetti giganti dove incontra Hercules. |                   |                  |
| 421 | Zoro sull'isola sconosciuta 「仲間達の行方 ネガティブ王女と悪魔王」 - Nakama-tachi no yukue. Negatibu purinsesu to akuma ō – "La destinazione dei compagni. La principessa negativa ed il re diavolo" | 11 ottobre 2009   | 8 novembre 2010  |
| 421 | Perona si trova su kuraigana e soffre perché si trova da sola quando all'improvviso un rumore proveniente dalla foresta attira la sua attenzione. Va così a investigare e trova Zoro privo di sensi e pieno di ferite, perciò lo porta al castello e inizia a fasciarlo. Al suo risveglio, Zoro scopre che Perona ha nascosto le sue spade e si arrabbia, ma Perona lo colpisce con uno dei suoi fantasmi, facendogli perdere nuovamente i sensi. Quando riapre gli occhi, scopre che Perona lo ha completamente ricoperto di bende, fino a farlo assomigliare a Kumacy. Zoro però è deciso a ritrovare le sue armi per poi andarsene, ma Perona è intenzionata a impedirglielo. La popolazione di Namakura è intenzionata a effettuare un rito satanico; nel momento in cui Brook atterra in mezzo a loro essi credono che sia arrivato per salvarli per via del suo aspetto. Pur di convincerlo a esaudire il loro desiderio, cioè la morte per la tribù Braccialunghe che li ha derubati di tutti essi si offrono di fare un sacrificio umano, ma scoprono che Brook preferisce osservare le belle ragazze. A Marineford iniziano a radunarsi i più forti marine di tutto il mondo in previsione della battaglia contro i Pirati di Barbabianca. I membri della Flotta dei Sette con l'eccezione di Hancock e Jinbe, si trovano invece a Marijoa. Garp è a Impel Down e parla con Ace; questi gli chiede di ucciderlo per evitare che i suoi compagni accorrano a salvarlo mettendo a rischio le loro vite. Garp però gli spiega che ormai è troppo tardi e nulla potrebbe fermare l'ira di Barbabianca. |                   |                  |

## DVD

### Giappone
Gli episodi della dodicesima stagione di One Piece sono stati distribuiti in Giappone anche tramite DVD, quattro per disco, da aprile 2011.
| N° | Data           | Dischi | Episodi | Extra | Fonte |
| -- | -------------- | ------ | ------- | ----- | ----- |
| 1  | 6 aprile 2011  | 1      | 408-411 | /     | [ 2 ] |
| 2  | 6 aprile 2011  | 1      | 412-415 | /     | [ 3 ] |
| 3  | 11 maggio 2011 | 1      | 416-418 | /     | [ 4 ] |
| 4  | 11 maggio 2011 | 1      | 419-421 | /     | [ 5 ] |